# Mercedes-Benz NEBUS
Das Akronym NEBUS steht für New Electric Bus (deutsch: Neuer elektrischer Bus) und wurde von der damaligen Daimler-Benz AG für einen Stadtbus mit Elektroantrieb und Brennstoffzellen zur Elektrizitätsgewinnung aus Wasserstoff verwendet.
Der Name deutet die Verwandtschaft zu den NECAR-Fahrzeugen von Mercedes-Benz an.
Daimler-Benz demonstrierte im Mai 1997 mit dem NEBUS die Einsatzmöglichkeit des Brennstoffzellen-Antriebs im Stadtverkehr.
Die Brennstoffzellen-Stacks leisten im NEBUS bis zu 250 Kilowatt.
Als Nachfolger des NEBUS demonstrierten Mercedes-Benz Citaro BZ die Alltagstauglichkeit von Brennstoffzellen im Stadtbusbetrieb in zehn europäischen Städten in den Projekten CUTE und ECTOS.